# Юков, Михаил Кузьмич
Михаил Кузьмич Юков (род. 1 января 1943, Степное, Челябинская область) — российский политик. Член Совета Федерации Федерального Собрания Российской Федерации от Усть-Ордынского Бурятского автономного округа с января 2004 по март 2005. Представлял в СФ исполнительный орган государственной власти Усть-Ордынского Бурятского автономного округа, доктор юридических наук, профессор.

## Биография
Михаил Кузьмич Юков родился 1 января 1943 года в деревне Степной Степновского сельсовета Куртамышского района Челябинской области, ныне деревня входит в Куртамышский муниципальный округ Курганской области.
В 1962 году стал мастером производственного обучения ремесленного училища № 1, город Курган.
С 1962 по 1964 год — мастер арматурного завода в городе Кургане.
С 1964 по 1968 год — студент Свердловского юридического института.
С 1968 по 1969 год — ассистент Уральского лесотехнического института.
С 1969 по 1977 год — преподаватель, старший преподаватель, исполняющий обязанности доцента, доцент кафедры гражданского процесса Свердловского юридического института.
В 1972 году защитил кандидатскую диссертацию на тему: «Структурно-сложное содержание гражданских процессуальных правоотношений».
С 1977 по 1978 год — заместитель начальника отдела Управления хозяйственного законодательства Министерства юстиции СССР.
С 1978 по 1984 год — заместитель начальника Управления, начальник отдела Управления хозяйственного законодательства Министерства юстиции СССР.
В 1982 году защитил докторскую диссертацию на тему: «Теоретические проблемы системы гражданского процессуального права».
С 1984 по 1989 год — руководитель отдела Всесоюзного НИИ советского законодательства Министерства юстиции СССР.
С 1989 по 1992 год — заведующий юридическим отделом Управления делами Совета Министров СССР, Кабинета министров СССР.
В 1992 году — заместитель председателя Государственного комитета Российской Федерации по экономическому сотрудничеству с государствами — членами Содружества.
В 1992 году — заместитель руководителя Аппарата Правительства Российской Федерации.
С 1992 по 1993 год — заместитель председателя Контрольно-наблюдательного совета при Правительстве Российской Федерации.
С 1993 по январь 2004 года — первый заместитель Председателя Высшего арбитражного суда Российской Федерации.
С 29 января 2004 года по 23 марта 2005 года — член Совета Федерации Федерального Собрания Российской Федерации от исполнительного органа Усть-Ордынского Бурятского автономного округа. С февраля по апрель 2004 года — член Комитета Совета Федерации по правовым и судебным вопросам, с апреля 2004 года — первый заместитель председателя Комитета Совета Федерации по правовым и судебным вопросам, с июня 2004 года — член Комиссии Совета Федерации по методологии реализации конституционных полномочий Совета Федерации.
Ведущий научный сотрудник центра экономического правосудия Российской академии народного хозяйства и государственной службы.
Был Председателем правления Общероссийской общественной организации «Союз юристов России» (зарегистрирована 10 марта 2000 года, ликвидирована 23 августа 2011 года). Был соучредителем Общероссийской общественной организации «Ассоциация юристов России» (зарегистрирована 13 апреля 2006 года) до 15 декабря 2021 года.

## Награды
- Заслуженный юрист РСФСР
- Медаль «В память 850-летия Москвы»
- Благодарность Президента Российской Федерации, 22 июля 2002 года[4]
- Почётная грамота Совета Федерации

## Научные труды
- Юков М.К. Исполнение решений в отношении социалистических организаций. — М.: Юрид. лит., 1984. — 128 с. — 5035 экз.[5]
- Исполнительное производство / Л.Ф, Лесницкая, Л.В. Филатова, М.К. Юков. — М.: Юрид. лит., 1983. — 175 с. — 20 000 экз.[6]
- Исполнительное производство / Л.Ф, Лесницкая, Л.В. Филатова, М.К. Юков. — 2-е изд. с изм. и доп.. — М.: Юрид. лит., 1989. — 192 с. — 35 000 экз. — ISBN 5-7260-0196-6.[7]
- Осипов Ю.К., Юков М.К. Защита прав социалистических организаций в суде / Отв. ред. Н.С. Малеин. — М.: Юрид. лит., 1982. — 103 с. — 25 000 экз.[8]
- С.В. Запольский и др. Предприятие. Закон. Управление / Под ред. М.К. Юкова. — М.: Юрид. лит., 1989. — 239 с. — 70 000 экз. — ISBN 5-7260-0093-5.[9]

## Семья, увлечения
Михаил Юков женат, воспитал сына.
Увлечение — охота.